# Елзе Ласкер-Шюлер
Елзе Ласкер-Шюлер (на немски: Else Lasker-Schüler) е немска поетеса, белетристка, есеистка и автор на театрални пиеси, родена в Елберфелд край Вупертал в семейството на заможен банкер.

## Биография и творчество
По майчина линия Елзе Ласкер-Шюлер произлиза от испански евреи – сефарди, а дядо ѝ е бил главен равин в синагога. Поетесата рано напуска родния си дом и се преселва в Берлин, за да се посвети изцяло на живописта и литературата.
Там излиза първата ѝ стихосбирка „Стикс“ (1902), последвана от „Седмият ден“ (1905). В Берлин поетесата сътрудничи на експресионистичните списания „Ди Акцион“ и „Дер Щурм“, както и на списанието на Карл Краус „Ди Факел“. Тясно приятелство я свързва с много от най-значимите берлински писатели и художници като Теодор Дойблер, Оскар Кокошка, Франц Марк, Франц Верфел, Георг Тракл, а към поета Готфрид Бен тя изпитва дълбока и безутешна любов. След два безуспешни брака Елзе Ласкер-Шюлер се затваря в себе си и заживява единствено за творчеството си. Изнася лекции в Мюнхен, Цюрих, Виена и Прага, пътува и в Съветския съюз.

### В годините на националсоциализма
Когато в страната се установява властта на националсоциалистите и творбите ѝ са официално забранени, поетесата напуска Германия и през Египет се преселва в Палестина, където в Йерусалим завършва живота си в усамотение и бедност.

### Влияние
Елзе Ласкер-Шюлер е смятана за родоначалник на литературния експресионизъм, изразен в стихосбирката ѝ „Моите чудеса“ (1911). Творбите ѝ, често илюстрирани от самата нея, са проникнати от мрачното съзнание за непоправимата разруха на междучовешките отношения – отмирането на любовта поетесата възприема като край на света. В стиховете ѝ границата между „поезия и истина“ се стапя в едно въображаемо царство на словесна музика с мистично, фантастично и екзотично звучене, породено от ориенталски и юдейски съновидения. Особено характерни са поетическите ѝ книги „Староеврейски балади“ (1913), „Куполът“ (1920), „Тива“ (1923), „Концерт“ (1932) и – последната – „Моето синьо пиано“  (1943). Карл Краус нарича Елзе Ласкер-Шюлер „най-яркото и най-непроницаемо лирическо явление на модерна Германия“.

### Признание
През 1932 г. Елзе Ласкер-Шюлер получава авторитетната литературна награда „Хайнрих фон Клайст“ за „непреходните ценности в нейната поезия“.
В чест на поетесата провинция Райнланд-Пфалц учредява през 1992 г. наградата „Елзе Ласкер-Шюлер за драматургия“.